# 南疆沙蜥
南疆沙蜥（学名：Phrynocephalus forsythii）为鬣蜥科沙蜥属的爬行动物，是中國新疆塔里木盆地一帶的特有種，常生活于荒漠、干旱的沙漠或戈壁滩边缘地区以及有时在盐碱地或种植棉花、玉米的小块耕地近畔。其生存的海拔范围为887至3200米。该物种的模式標本採集於葉爾羌（今新疆莎車）。

## 命名
种加词“forsythii”来自英属印度外交官道格拉斯·福赛思的姓氏。

## 保护
本种于2023年被收录入《有重要生态、科学、社会价值的陆生野生动物名录》。